# Condado de Foster
El condado de Foster (en inglés: Foster County, North Dakota), fundado en 1883, es uno de los 53 condados en el estado estadounidense de Dakota del Norte. En el 2000 el condado tenía una población de  3759 habitantes en una densidad poblacional de 2 personas por km². La sede del condado es Carrington.

## Geografía
Según la Oficina del Censo, el condado tiene un área total de 1676 km² (647,1 mi²), de la cual 1645 km² (635,1 mi²) es tierra y 31 km² (12,0 mi²) es agua.

### Condados adyacentes
- Condado de Eddy (norte)
- Condado de Griggs (este)
- Condado de Stutsman (sur)
- Condado de Wells (oeste)

### Áreas protegidas nacionales
- Arrowwod Refugio de Vida Silvestre (parte)

## Demografía
En el 2000 la renta per cápita promedia del condado era de $32 019, y el ingreso promedio para una familia era de $40 469. El ingreso per cápita para el condado era de $17 928. En 2000 los hombres tenían un ingreso per cápita de $31 442 versus $19 750 para las mujeres. Alrededor del 9.30% de la población estaba bajo el umbral de pobreza nacional.
| 1880 | 1890 | 1900 | 1910 | 1920 | 1930 | 1940 | 1950 | 1960 | 1970 | 1980 | 1990 | 2000 | Est. 2009 |
| ---- | ---- | ---- | ---- | ---- | ---- | ---- | ---- | ---- | ---- | ---- | ---- | ---- | --------- |
| 37   | 1210 | 3770 | 5313 | 6108 | 6353 | 5824 | 5337 | 5361 | 4832 | 4611 | 3983 | 3759 | 3259      |

## Mayores autopistas
- U.S. Highway 52
- U.S. Highway 281
- Carretera de Dakota del Norte 9
- Carretera de Dakota del Norte 20
- Carretera de Dakota del Norte 200

## Lugares

### Ciudades
- Carrington
- Glenfield
- Grace City
- McHenry

Nota: todas las comunidades incorporadas en Dakota del Norte se les llama "ciudades" independientemente de su tamaño

### Municipios
| - Municipio de Birtsell - Municipio de Bordulac - Municipio de Bucephalia - Municipio de Carrington - Municipio de Eastman - Municipio de Estabrook | - Municipio de Florance - Municipio de Glenfield - Municipio de Haven - Municipio de Larrabee - Municipio de Longview - Municipio de McHenry | - Municipio de McKinnon - Municipio de Melville - Municipio de Nordmore - Municipio de Rolling Prairie - Municipio de Rose Hill - Municipio de Wyard |